# Olympische Sommerspiele 2020/Teilnehmer (Kuba)
| Gelbes Symbol für Goldmedaillen mit stilisierten Olympischen Ringen | Graues Symbol für Silbermedaillen mit stilisierten Olympischen Ringen | Braundes Symbol für Bronzemedaillen mit stilisierten Olympischen Ringen |
| ------------------------------------------------------------------- | --------------------------------------------------------------------- | ----------------------------------------------------------------------- |
| 7                                                                   | 3                                                                     | 5                                                                       |

Kuba nahm an den Olympischen Spielen 2020 in Tokio mit 69 Sportlern in 15 Sportarten teil. Es war die insgesamt 21. Teilnahme an Olympischen Sommerspielen.

## Medaillengewinner

### Gold
| Name                          | Sportart | Wettkampf                                    |
| ----------------------------- | -------- | -------------------------------------------- |
| Andy Cruz Gómez               | Boxen    | Leichtgewicht bis 63 kg (Männer)             |
| Roniel Iglesias               | Boxen    | Weltergewicht bis 69 kg (Männer)             |
| Arlen López                   | Boxen    | Halbschwergewicht bis 81 kg (Männer)         |
| Julio César La Cruz           | Boxen    | Schwergewicht bis 91 kg (Männer)             |
| Serguey Torres Fernando Jorge | Kanu     | Zweier-Canadier 1000 m (Männer)              |
| Luis Orta                     | Ringen   | Greco Bantamgewicht bis 60 kg (Männer)       |
| Mijaín López                  | Ringen   | Greco Superschwergewicht bis 130 kg (Männer) |

### Silber
| Name                   | Sportart       | Wettkampf                         |
| ---------------------- | -------------- | --------------------------------- |
| Idalys Ortíz           | Judo           | Schwergewicht über 78 kg (Frauen) |
| Juan Miguel Echevarría | Leichtathletik | Weitsprung (Männer)               |
| Leuris Pupo            | Sportschießen  | Schnellfeuerpistole (Männer)      |

### Bronze
| Name           | Sportart       | Wettkampf                                 |
| -------------- | -------------- | ----------------------------------------- |
| Lázaro Álvarez | Boxen          | Federgewicht bis 57 kg (Männer)           |
| Maykel Massó   | Leichtathletik | Weitsprung (Männer)                       |
| Yaimé Pérez    | Leichtathletik | Diskuswurf (Frauen)                       |
| Reineris Salas | Ringen         | Freistil Schwergewicht bis 97 kg (Männer) |
| Rafael Alba    | Taekwondo      | Schwergewicht über 80 kg (Männer)         |

## Teilnehmer nach Sportarten

### Beachvolleyball
| Athleten                                                    | Gruppenphase            | Gruppenphase       | Gruppenphase | Gruppenphase | Achtelfinale    | Achtelfinale       | Viertelfinale | Viertelfinale | Halbfinale    | Halbfinale    | Finale        | Finale        | Rang |
| Athleten                                                    | Gegner                  | Ergebnis           | Punkte       | Rang         | Gegner          | Ergebnis           | Gegner        | Ergebnis      | Gegner        | Ergebnis      | Gegner        | Ergebnis      | Rang |
| ----------------------------------------------------------- | ----------------------- | ------------------ | ------------ | ------------ | --------------- | ------------------ | ------------- | ------------- | ------------- | ------------- | ------------- | ------------- | ---- |
| Frauen                                                      |                         |                    |              |              |                 |                    |               |               |               |               |               |               |      |
| Lidiannis Echeverria Benitez Leila Consuelo Martinez Ortega | Clancy / Artacho        | 0:2 (15:21, 14:21) | 4            | 3            | Ross / Klineman | 0:2 (17:21, 15:21) | ausgeschieden | ausgeschieden | ausgeschieden | ausgeschieden | ausgeschieden | ausgeschieden | 9    |
| Lidiannis Echeverria Benitez Leila Consuelo Martinez Ortega | Makrogusowa / Cholomina | 0:2 (16:21, 11:21) | 4            | 3            | Ross / Klineman | 0:2 (17:21, 15:21) | ausgeschieden | ausgeschieden | ausgeschieden | ausgeschieden | ausgeschieden | ausgeschieden | 9    |
| Lidiannis Echeverria Benitez Leila Consuelo Martinez Ortega | Menegatti / Orsi Toth   | 2:0 (21:16, 21:16) | 4            | 3            | Ross / Klineman | 0:2 (17:21, 15:21) | ausgeschieden | ausgeschieden | ausgeschieden | ausgeschieden | ausgeschieden | ausgeschieden | 9    |
| Lidiannis Echeverria Benitez Leila Consuelo Martinez Ortega | Stam / Schoon *         | 2:0 (21:17, 21:17) | Play-off     | Play-off     | Ross / Klineman | 0:2 (17:21, 15:21) | ausgeschieden | ausgeschieden | ausgeschieden | ausgeschieden | ausgeschieden | ausgeschieden | 9    |

* Lucky Loser-Play-off

### Boxen
| Athleten            | Wettbewerb                  | 1. Runde | 1. Runde | Achtelfinale  | Achtelfinale | Viertelfinale | Viertelfinale | Halbfinale      | Halbfinale    | Finale              | Finale        | Rang   |
| Athleten            | Wettbewerb                  | Gegner   | Ergebnis | Gegner        | Ergebnis     | Gegner        | Ergebnis      | Gegner          | Ergebnis      | Gegner              | Ergebnis      | Rang   |
| ------------------- | --------------------------- | -------- | -------- | ------------- | ------------ | ------------- | ------------- | --------------- | ------------- | ------------------- | ------------- | ------ |
| Männer              |                             |          |          |               |              |               |               |                 |               |                     |               |        |
| Yosvany Veitía      | Fliegengewicht bis 52 kg    | Freilos  | Freilos  | S. Tetteh     | 5:0          | G. Yafai      | 1:4           | ausgeschieden   | ausgeschieden | ausgeschieden       | ausgeschieden | 5      |
| Lázaro Álvarez      | Federgewicht bis 57 kg      | Freilos  | Freilos  | D. Shahbakhsh | RSC          | C. Butdee     | 3:2           | A. Batyrgasijew | 2:3           | ausgeschieden       | ausgeschieden | Bronze |
| Andy Cruz Gómez     | Leichtgewicht bis 63 kg     | Freilos  | Freilos  | L. McCormack  | 5:0          | W. Oliveira   | 4:1           | H. Garside      | 5:0           | K. Davis            | 4:1           | Gold   |
| Roniel Iglesias     | Weltergewicht bis 69 kg     | Freilos  | Freilos  | S. Okazawa    | 3:2          | D. Johnson    | 5:0           | A. Samkowoi     | 5:0           | P. McCormack        | 5:0           | Gold   |
| Arlen López         | Halbschwergewicht bis 81 kg | Freilos  | Freilos  | M. Houmri     | 5:0          | R. Romero     | 5:0           | L. Alfonso      | 5:0           | B. Whittaker        | 4:1           | Gold   |
| Julio César La Cruz | Schwergewicht bis 91 kg     | Freilos  | Freilos  | E. A. Ochola  | 5:0          | E. Reyes      | 4:1           | A. Teixeira     | 4:1           | M. Gadschimagomedow | 5:0           | Gold   |
| Dainier Peró        | Superschwergewicht ab 91 kg | Freilos  | Freilos  | C. Salcedo    | 5:0          | R. Torrez     | 1:4           | ausgeschieden   | ausgeschieden | ausgeschieden       | ausgeschieden | 5      |

### Gewichtheben
| Athleten           | Wettbewerb                    | Reißen  | Reißen | Stoßen  | Stoßen | Zweikampf | Zweikampf | Rang |
| Athleten           | Wettbewerb                    | Gewicht | Rang   | Gewicht | Rang   | Gewicht   | Rang      | Rang |
| ------------------ | ----------------------------- | ------- | ------ | ------- | ------ | --------- | --------- | ---- |
| Frauen             |                               |         |        |         |        |           |           |      |
| Ludia Montero      | Bantamgewicht bis 49 kg       | 82 kg   | 5      | 96 kg   | 7      | 178 kg    | 6         | 6    |
| Marina Rodríguez   | Mittelgewicht bis 64 kg       | 98 kg   | 11     | 123 kg  | 6      | 221 kg    | 8         | 8    |
| Eyurkenia Duverger | Superschwergewicht über 87 kg | 96 kg   | 11     | 129 kg  | 8      | 225 kg    | 9         | 9    |
| Männer             |                               |         |        |         |        |           |           |      |
| Olfides Sáez       | Mittelschwergewicht bis 96 kg | 156 kg  | 11     | 203 kg  | 7      | 359 kg    | 9         | 9    |

### Judo
| Athleten                 | Wettbewerb  | 1. Runde   | 1. Runde | 2. Runde  | 2. Runde | Achtelfinale  | Achtelfinale  | Viertelfinale | Viertelfinale | Halbfinale / Trostrunde | Halbfinale / Trostrunde | Finale / Platz 3 | Finale / Platz 3 | Rang   |
| Athleten                 | Wettbewerb  | Gegner     | Ergebnis | Gegner    | Ergebnis | Gegner        | Ergebnis      | Gegner        | Ergebnis      | Gegner                  | Ergebnis                | Gegner           | Ergebnis         | Rang   |
| ------------------------ | ----------- | ---------- | -------- | --------- | -------- | ------------- | ------------- | ------------- | ------------- | ----------------------- | ----------------------- | ---------------- | ---------------- | ------ |
| Frauen                   |             |            |          |           |          |               |               |               |               |                         |                         |                  |                  |        |
| Maylín del Toro Carvajal | bis 63 kg   | M. Dahouk  | 10:0     | —         | —        | A. Barrios    | 0:10s1        | ausgeschieden | ausgeschieden | ausgeschieden           | ausgeschieden           | ausgeschieden    | ausgeschieden    | 9      |
| Kaliema Antomarchi       | bis 78 kg   | Freilos    | Freilos  | —         | —        | K. Prodan     | 1s2:0s1       | M. Malonga    | 1s2:11s2      | G. Steenhuis            | 10s2:0s1                | A.-M. Wagner     | 0:1              | 5      |
| Idalys Ortíz             | über 78 kg  | Freilos    | Freilos  | —         | —        | R. Nunes      | 1s2:0s2       | Xu S.         | 10:0          | R. Dicko                | 1:0s1                   | A. Sone          | 0s3:10s1         | Silber |
| Männer                   |             |            |          |           |          |               |               |               |               |                         |                         |                  |                  |        |
| Magdiel Estrada          | bis 73 kg   | Freilos    | Freilos  | V. Sterpu | 0s1:10   | ausgeschieden | ausgeschieden | ausgeschieden | ausgeschieden | ausgeschieden           | ausgeschieden           | ausgeschieden    | ausgeschieden    | 17     |
| Iván Felipe Silva        | bis 90 kg   | Freilos    | Freilos  | M. Žgank  | 0s2:1s1  | ausgeschieden | ausgeschieden | ausgeschieden | ausgeschieden | ausgeschieden           | ausgeschieden           | ausgeschieden    | ausgeschieden    | 17     |
| Andy Granda              | über 100 kg | T. Rahimow | 0s2:1s2  | —         | —        | ausgeschieden | ausgeschieden | ausgeschieden | ausgeschieden | ausgeschieden           | ausgeschieden           | ausgeschieden    | ausgeschieden    | 17     |

### Kanu

#### Kanurennsport
| Athleten                          | Wettbewerb | Vorlauf      | Vorlauf | Viertelfinale | Viertelfinale | Halbfinale   | Halbfinale | Finale A/B   | Finale A/B | Rang |
| Athleten                          | Wettbewerb | Zeit         | Rang    | Zeit          | Rang          | Zeit         | Rang       | Zeit         | Rang       | Rang |
| --------------------------------- | ---------- | ------------ | ------- | ------------- | ------------- | ------------ | ---------- | ------------ | ---------- | ---- |
| Frauen                            |            |              |         |               |               |              |            |              |            |      |
| Yarisleidis Cirilo                | C-1 200 m  | 47,267 s     | 2       | —             | —             | 48,375 s     | 6          | 48,582 s     | 4          | 12   |
| Katherin Nuevo                    | C-1 200 m  | 46,533 s     | 2       | —             | —             | 49,242 s     | 8          | 49,024 s     | 8          | 16   |
| Yarisleidis Cirilo Katherin Nuevo | C-2 500 m  | 2:03,229 min | 3       | 2:03,282 min  | 1             | 2:03,655 min | 2          | 2:01,623 min | 6          | 6    |
| Männer                            |            |              |         |               |               |              |            |              |            |      |
| Fernando Jorge                    | C-1 1000 m | 4:04,378 min | 1       | —             | —             | 4:04,725 min | 4          | 4:13,918 min | 7          | 7    |
| José Ramón Pelier                 | C-1 1000 m | 4:06,343 min | 2       | —             | —             | 4:09,696 min | 6          | 4:02,915 min | 1          | 9    |
| Fernando Jorge Serguey Torres     | C-2 1000 m | 3:39,028 min | 2       | —             | —             | 3:27,102 min | 2          | 3:24,995 min | 1          | Gold |

### Leichtathletik
Laufen und Gehen 
| Athleten                                                          | Wettbewerb   | Runde 1     | Runde 1 | Halbfinale  | Halbfinale | Finale        | Finale        | Rang          |
| Athleten                                                          | Wettbewerb   | Zeit        | Rang    | Zeit        | Rang       | Zeit          | Rang          | Rang          |
| ----------------------------------------------------------------- | ------------ | ----------- | ------- | ----------- | ---------- | ------------- | ------------- | ------------- |
| Frauen                                                            |              |             |         |             |            |               |               |               |
| Roxana Gómez                                                      | 400 m        | 50,76 s     | 2       | 49,71 s     | 3          | DNF           | DNF           | 8             |
| Rose Mary Almanza                                                 | 800 m        | 2:00,71 min | 1       | 1:59,65 min | 4          | ausgeschieden | ausgeschieden | ausgeschieden |
| Zurian Hechavarría                                                | 400 m Hürden | 54,99 s     | 6       | 55,21 s     | 4          | ausgeschieden | ausgeschieden | ausgeschieden |
| Rose Mary Almanza Sahily Diago Zurian Hechavarría Lisneidy Veitía | 4 × 400 m    | 3:24,04 min | 2       | —           | —          | 3:26,92 min   | 8             | 8             |

 Springen und Werfen 
| Athleten               | Wettbewerb     | Qualifikation | Qualifikation | Finale        | Finale        | Rang   |     |
| Athleten               | Wettbewerb     | Weite/Höhe    | Rang          | Weite/Höhe    | Rang          | Rang   |     |
| ---------------------- | -------------- | ------------- | ------------- | ------------- | ------------- | ------ | --- |
| Frauen                 |                |               |               |               |               |        |     |
| Leyanis Pérez          | Dreisprung     | DNS           | DNS           | DNS           | DNS           | DNS    | DNS |
| Liadagmis Povea        | Dreisprung     | 14,50 m       | 5             | 14,70 m       | 5             | 5      |     |
| Davisleydi Velazco     | Dreisprung     | 14,14 m       | 15            | ausgeschieden | ausgeschieden | 15     |     |
| Yarisley Silva         | Stabhochsprung | 4,55 m        | 8             | 4,50 m        | 8             | 8      |     |
| Denia Caballero        | Diskuswurf     | 57,96 m       | 23            | ausgeschieden | ausgeschieden | 23     |     |
| Yaimé Pérez            | Diskuswurf     | 63,18 m       | 7             | 65,72 m       | 3             | Bronze |     |
| Männer                 |                |               |               |               |               |        |     |
| Luis Zayas             | Hochsprung     | 2,17 m        | 26            | ausgeschieden | ausgeschieden | 26     |     |
| Juan Miguel Echevarría | Weitsprung     | 8,50 m        | 1             | 8,41 m        | 2             | Silber |     |
| Lester Lescay          | Weitsprung     | 7,69 m        | 25            | ausgeschieden | ausgeschieden | 25     |     |
| Maykel Massó           | Weitsprung     | 8,07 m        | 7             | 8,21 m        | 3             | Bronze |     |
| Andy Díaz              | Dreisprung     | DNS           | DNS           | DNS           | DNS           | DNS    | DNS |
| Cristian Nápoles       | Dreisprung     | 17,08 m       | 4             | 16,63 m       | 10            | 10     |     |

 Mehrkampf 
| Athletinnen        | 100 m Hürden | 100 m Hürden | Hochsprung | Hochsprung | Kugelstoßen   | Kugelstoßen   | 200 m         | 200 m         | Weitsprung    | Weitsprung    | Speerwurf     | Speerwurf     | 800 m         | 800 m         | Punkte        | Rang          |
| Athletinnen        | Zeit         | Punkte       | Höhe       | Punkte     | Weite         | Punkte        | Zeit          | Punkte        | Weite         | Punkte        | Weite         | Punkte        | Zeit          | Punkte        | Punkte        | Rang          |
| ------------------ | ------------ | ------------ | ---------- | ---------- | ------------- | ------------- | ------------- | ------------- | ------------- | ------------- | ------------- | ------------- | ------------- | ------------- | ------------- | ------------- |
| Siebenkampf Frauen |              |              |            |            |               |               |               |               |               |               |               |               |               |               |               |               |
| Yorgelis Rodríguez | DNF          | 0            | DNS        | 0          | ausgeschieden | ausgeschieden | ausgeschieden | ausgeschieden | ausgeschieden | ausgeschieden | ausgeschieden | ausgeschieden | ausgeschieden | ausgeschieden | ausgeschieden | ausgeschieden |

### Moderner Fünfkampf
| Athleten    | Fechten | Fechten | Schwimmen   | Schwimmen | Reiten  | Reiten | Combined     | Combined | Punkte | Rang |
| Athleten    | Bilanz  | Punkte  | Zeit        | Punkte    | Zeit    | Punkte | Zeit         | Punkte   | Punkte | Rang |
| ----------- | ------- | ------- | ----------- | --------- | ------- | ------ | ------------ | -------- | ------ | ---- |
| Frauen      |         |         |             |           |         |        |              |          |        |      |
| Leydi Moya  | 15+1    | 191     | 2:17,96 min | 275       | 89,20 s | 291    | 13:16,65 min | 504      | 1261   | 26   |
| Männer      |         |         |             |           |         |        |              |          |        |      |
| Lester Ders | 10+0    | 160     | 2:01,45 min | 308       | E       | 0      | 11:46,41 min | 594      | 1062   | 36   |

### Radsport

#### Straße
| Athleten       | Wettbewerb    | Zeit      | Rang |
| -------------- | ------------- | --------- | ---- |
| Frauen         |               |           |      |
| Arlenis Sierra | Straßenrennen | 3:59:47 h | 34   |

### Ringen

#### Freier Stil
Legende: G = Gewonnen, V = Verloren, S = Schultersieg
| Athleten         | Wettbewerb       | Achtelfinale      | Achtelfinale | Viertelfinale | Viertelfinale | Halbfinale    | Halbfinale    | Hoffnungsrunde Halbfinale | Hoffnungsrunde Halbfinale | Hoffnungsrunde Finale | Hoffnungsrunde Finale | Finale        | Finale        | Rang   |
| Athleten         | Wettbewerb       | Gegner            | Ergebnis     | Gegner        | Ergebnis      | Gegner        | Ergebnis      | Gegner                    | Ergebnis                  | Gegner                | Ergebnis              | Gegner        | Ergebnis      | Rang   |
| ---------------- | ---------------- | ----------------- | ------------ | ------------- | ------------- | ------------- | ------------- | ------------------------- | ------------------------- | --------------------- | --------------------- | ------------- | ------------- | ------ |
| Frauen           |                  |                   |              |               |               |               |               |                           |                           |                       |                       |               |               |        |
| Yusneylys Guzmán | Klasse bis 50 kg | Sun Y.            | V 2:8        | ausgeschieden | ausgeschieden | ausgeschieden | ausgeschieden | O. Liwatsch               | V 0:6S                    | ausgeschieden         | ausgeschieden         | ausgeschieden | ausgeschieden | 12     |
| Laura Herin      | Klasse bis 53 kg | Pang Q.           | V 0:2        | ausgeschieden | ausgeschieden | ausgeschieden | ausgeschieden | J. Winchester             | V 0:5                     | ausgeschieden         | ausgeschieden         | ausgeschieden | ausgeschieden | 15     |
| Yudaris Sánchez  | Klasse bis 68 kg | Zhou F.           | V 2:13       | ausgeschieden | ausgeschieden | ausgeschieden | ausgeschieden | ausgeschieden             | ausgeschieden             | ausgeschieden         | ausgeschieden         | ausgeschieden | ausgeschieden | 12     |
| Männer           |                  |                   |              |               |               |               |               |                           |                           |                       |                       |               |               |        |
| Alejandro Valdés | Klasse bis 65 kg | D. Nijasbekow     | V 11:21      | ausgeschieden | ausgeschieden | ausgeschieden | ausgeschieden | ausgeschieden             | ausgeschieden             | ausgeschieden         | ausgeschieden         | ausgeschieden | ausgeschieden | 10     |
| Geandry Garzón   | Klasse bis 74 kg | M. Kadsimahamedau | V 8:12       | ausgeschieden | ausgeschieden | ausgeschieden | ausgeschieden | K. D. Dake                | V 0:10                    | ausgeschieden         | ausgeschieden         | ausgeschieden | ausgeschieden | 9      |
| Reineris Salas   | Klasse bis 97 kg | A. Huschtyn       | G 4:3        | M. Nurow      | G 6:4         | A. Sadulajew  | V 0:4         | —                         | —                         | Ş. Şərifov            | G 3:3                 | ausgeschieden | ausgeschieden | Bronze |

#### Griechisch-römischer Stil
Legende: G = Gewonnen, V = Verloren, S = Schultersieg
| Athleten              | Wettbewerb        | Achtelfinale       | Achtelfinale | Viertelfinale | Viertelfinale | Halbfinale    | Halbfinale    | Hoffnungsrunde Halbfinale | Hoffnungsrunde Halbfinale | Hoffnungsrunde Finale | Hoffnungsrunde Finale | Finale        | Finale        | Rang |
| Athleten              | Wettbewerb        | Gegner             | Ergebnis     | Gegner        | Ergebnis      | Gegner        | Ergebnis      | Gegner                    | Ergebnis                  | Gegner                | Ergebnis              | Gegner        | Ergebnis      | Rang |
| --------------------- | ----------------- | ------------------ | ------------ | ------------- | ------------- | ------------- | ------------- | ------------------------- | ------------------------- | --------------------- | --------------------- | ------------- | ------------- | ---- |
| Männer                |                   |                    |              |               |               |               |               |                           |                           |                       |                       |               |               |      |
| Luis Orta             | Klasse bis 60 kg  | I. Hafizov         | G 5:0        | S. Jemelin    | G 4:3         | V. Ciobanu    | G 11:0        | —                         | —                         | —                     | —                     | K. Fumita     | G 5:1         | Gold |
| Ismael Borrero Molina | Klasse bis 67 kg  | R. Soidse          | V 2:3        | ausgeschieden | ausgeschieden | ausgeschieden | ausgeschieden | ausgeschieden             | ausgeschieden             | ausgeschieden         | ausgeschieden         | ausgeschieden | ausgeschieden | 11   |
| Yosvanys Peña         | Klasse bis 77 kg  | M. Geraei          | V 3:7        | ausgeschieden | ausgeschieden | ausgeschieden | ausgeschieden | ausgeschieden             | ausgeschieden             | ausgeschieden         | ausgeschieden         | ausgeschieden | ausgeschieden | 10   |
| Daniel Grégorich      | Klasse bis 87 kg  | İ. Abbasov         | G 3:1        | M. Metwally   | V 0:4S        | ausgeschieden | ausgeschieden | ausgeschieden             | ausgeschieden             | ausgeschieden         | ausgeschieden         | ausgeschieden | ausgeschieden | 9    |
| Gabriel Rosillo       | Klasse bis 97 kg  | A. Savolainen      | V 1:3        | ausgeschieden | ausgeschieden | ausgeschieden | ausgeschieden | ausgeschieden             | ausgeschieden             | ausgeschieden         | ausgeschieden         | ausgeschieden | ausgeschieden | 13   |
| Mijaín López          | Klasse bis 130 kg | A. Alexuc-Ciurariu | G 9:0        | A. Mirzazadeh | G 8:0         | R. Kayaalp    | G 2:0         | —                         | —                         | —                     | —                     | I. Kadschaia  | G 5:0         | Gold |

### Rudern
| Athleten      | Wettbewerb | Vorlauf     | Vorlauf | Vorlauf       | Hoffnungslauf | Hoffnungslauf | Hoffnungslauf | Viertelfinale | Viertelfinale | Viertelfinale  | Halbfinale  | Halbfinale | Halbfinale    | Finale      | Finale | Rang |
| Athleten      | Wettbewerb | Zeit        | Platz   | Qualifikation | Zeit          | Platz         | Qualifikation | Zeit          | Platz         | Qualifikation  | Zeit        | Platz      | Qualifikation | Zeit        | Platz  | Rang |
| ------------- | ---------- | ----------- | ------- | ------------- | ------------- | ------------- | ------------- | ------------- | ------------- | -------------- | ----------- | ---------- | ------------- | ----------- | ------ | ---- |
| Frauen        |            |             |         |               |               |               |               |               |               |                |             |            |               |             |        |      |
| Milena Venega | Einer      | 8:03,00 min | 4       | Hoffnungslauf | 8:17,30 min   | 1             | Viertelfinale | 8:25,26 min   | 5             | Halbfinale C/D | 7:41,18 min | 3          | Finale C      | 7:47,40 min | 5      | 17   |

### Schießen
| Athleten               | Wettbewerb                               | Qualifikation   | Qualifikation | Finale          | Finale        | Ringe/ Scheiben | Rang   |
| Athleten               | Wettbewerb                               | Ringe/ Scheiben | Rang          | Ringe/ Scheiben | Rang          | Ringe/ Scheiben | Rang   |
| ---------------------- | ---------------------------------------- | --------------- | ------------- | --------------- | ------------- | --------------- | ------ |
| Frauen                 |                                          |                 |               |                 |               |                 |        |
| Eglys Cruz             | Luftgewehr 10 Meter                      | 620,5           | 37            | ausgeschieden   | ausgeschieden | 620,5           | 37     |
| Eglys Cruz             | Kleinkaliber Dreistellungskampf 50 Meter | 1163            | 23            | ausgeschieden   | ausgeschieden | 1163            | 23     |
| Laina Pérez            | Luftpistole 10 Meter                     | 567             | 32            | ausgeschieden   | ausgeschieden | 567             | 32     |
| Laina Pérez            | Sportpistole 25 Meter                    | 582             | 14            | ausgeschieden   | ausgeschieden | 582             | 14     |
| Männer                 |                                          |                 |               |                 |               |                 |        |
| Jorge Grau             | Luftpistole 10 Meter                     | 574             | 19            | ausgeschieden   | ausgeschieden | 574             | 19     |
| Jorge Álvarez          | Schnellfeuerpistole 25 Meter             | 578             | 12            | ausgeschieden   | ausgeschieden | 578             | 12     |
| Leuris Pupo            | Schnellfeuerpistole 25 Meter             | 583             | 5             | 29              | 2             | 612             | Silber |
| Mixed                  |                                          |                 |               |                 |               |                 |        |
| Jorge Grau Laina Pérez | Luftpistole 10 Meter                     | 568             | 14            | ausgeschieden   | ausgeschieden | 568             | 14     |

### Schwimmen
| Athleten         | Wettbewerb          | Vorlauf     | Vorlauf | Halbfinale    | Halbfinale    | Finale        | Finale        | Rang |
| Athleten         | Wettbewerb          | Zeit        | Rang    | Zeit          | Rang          | Zeit          | Rang          | Rang |
| ---------------- | ------------------- | ----------- | ------- | ------------- | ------------- | ------------- | ------------- | ---- |
| Frauen           |                     |             |         |               |               |               |               |      |
| Elisbet Gámez    | 200 m Freistil      | 2:00,56 min | 23      | ausgeschieden | ausgeschieden | ausgeschieden | ausgeschieden | 23   |
| Männer           |                     |             |         |               |               |               |               |      |
| Luis Vega Torres | 200 m Schmetterling | 1:59,00 min | 31      | ausgeschieden | ausgeschieden | ausgeschieden | ausgeschieden | 31   |
| Luis Vega Torres | 400 m Lagen         | 4:27,65 min | 29      | —             | —             | ausgeschieden | ausgeschieden | 29   |

### Taekwondo
| Athleten    | Wettbewerb        | Achtelfinale   | Achtelfinale | Viertelfinale | Viertelfinale | Hoffnungsrunde Halbfinale | Hoffnungsrunde Halbfinale | Halbfinale    | Halbfinale    | Hoffnungsrunde Finale | Hoffnungsrunde Finale | Finale        | Finale        | Rang   |
| Athleten    | Wettbewerb        | Gegner         | Ergebnis     | Gegner        | Ergebnis      | Gegner                    | Ergebnis                  | Gegner        | Ergebnis      | Gegner                | Ergebnis              | Gegner        | Ergebnis      | Rang   |
| ----------- | ----------------- | -------------- | ------------ | ------------- | ------------- | ------------------------- | ------------------------- | ------------- | ------------- | --------------------- | --------------------- | ------------- | ------------- | ------ |
| Männer      |                   |                |              |               |               |                           |                           |               |               |                       |                       |               |               |        |
| Rafael Alba | Klasse über 80 kg | D. Georgievski | 8:11         | ausgeschieden | ausgeschieden | S. Gbané                  | 8:2                       | ausgeschieden | ausgeschieden | H. Sun                | 5:4                   | ausgeschieden | ausgeschieden | Bronze |

### Tischtennis
| Athleten                     | Wettbewerb | Vorrunde      | Vorrunde | 1. Runde      | 1. Runde      | 2. Runde      | 2. Runde      | 3. Runde      | 3. Runde      | Achtelfinale                     | Achtelfinale  | Viertelfinale | Viertelfinale | Halbfinale    | Halbfinale    | Finale/Platz 3 | Finale/Platz 3 | Rang  |
| Athleten                     | Wettbewerb | Gegner        | Erg.     | Gegner        | Erg.          | Gegner        | Erg.          | Gegner        | Erg.          | Gegner                           | Erg.          | Gegner        | Erg.          | Gegner        | Erg.          | Gegner         | Erg.           | Rang  |
| ---------------------------- | ---------- | ------------- | -------- | ------------- | ------------- | ------------- | ------------- | ------------- | ------------- | -------------------------------- | ------------- | ------------- | ------------- | ------------- | ------------- | -------------- | -------------- | ----- |
| Frauen                       |            |               |          |               |               |               |               |               |               |                                  |               |               |               |               |               |                |                |       |
| Daniela Fonseca              | Einzel     | Jian Fang Lay | 0:4      | ausgeschieden | ausgeschieden | ausgeschieden | ausgeschieden | ausgeschieden | ausgeschieden | ausgeschieden                    | ausgeschieden | ausgeschieden | ausgeschieden | ausgeschieden | ausgeschieden | ausgeschieden  | ausgeschieden  | 65–70 |
| Mixed                        |            |               |          |               |               |               |               |               |               |                                  |               |               |               |               |               |                |                |       |
| Jorge Campos Daniela Fonseca | Doppel     | —             | —        | —             | —             | —             | —             | —             | —             | Patrick Franziska Petrissa Solja | 0:4           | ausgeschieden | ausgeschieden | ausgeschieden | ausgeschieden | ausgeschieden  | ausgeschieden  | 9–16  |

### Turnen

#### Gerätturnen
| Athleten       | Wettbewerb | Qualifikation | Qualifikation | Finale        | Finale        | Rang |
| Athleten       | Wettbewerb | Punkte        | Rang          | Punkte        | Rang          | Rang |
| -------------- | ---------- | ------------- | ------------- | ------------- | ------------- | ---- |
| Frauen         |            |               |               |               |               |      |
| Marcia Vidiaux | Sprung     | 13,499        | 16            | ausgeschieden | ausgeschieden | 16   |